# 新庄北道路
新庄北道路（しんじょうきたどうろ）は、山形県新庄市松本から同市十日町に至る延長4.7キロメートル (km)  の高速道路（国道13号の自動車専用道路）である。
東北中央自動車道に並行する一般国道の自動車専用道路として2011年（平成23年）3月26日に供用開始した。
高速道路ナンバリングによる路線番号は「E13」が割り振られている。

## 概要
- 起点 : 山形県新庄市松本（尾花沢新庄道路終点）
- 終点 : 山形県新庄市十日町（泉田道路起点）
- 全長 : 4.7 km

## インターチェンジなど
- 全区間山形県内に所在。
- IC番号欄の背景色が■である区間は既開通区間に存在する。
施設欄の背景色が■である区間は未開通区間または未供用施設に該当する。

| IC 番号            | 施設名     | 接続路線名                                    | 相馬 から (km) | 備考 | 所在地 | 所在地 |
| ------------------ | ---------- | --------------------------------------------- | -------------- | ---- | ------ | ------ |
| E13 尾花沢新庄道路 |            |                                               |                |      |        |        |
| 27                 | 新庄IC     | 国道47号（新庄南バイパス） 県道34号新庄戸沢線 | 188.3          |      | 山形県 | 新庄市 |
| 28                 | 新庄鮭川IC | 県道308号曲川新庄線                           | 193.0          |      | 山形県 | 新庄市 |
| E13 泉田道路       |            |                                               |                |      |        |        |

## 主なトンネルと橋梁
- 括弧内の数字はおおよその数値。
- 未開通区間の名称は仮称。
- 暫定2車線なのでトンネルは上下線で1本 。

| 区間                | 数 | 数 | 名称         | 長さ (m) | 備考  |
| ------------------- | -- | -- | ------------ | -------- | ----- |
| 区間                | TN | BR | 名称         | 長さ (m) | 備考  |
| 新庄IC - 新庄鮭川IC | 0  | 7  | 鳥越こ道橋   | -        |       |
| 新庄IC - 新庄鮭川IC | 0  | 7  | 新庄高架橋   | -        |       |
| 新庄IC - 新庄鮭川IC | 0  | 7  | 松本こ道橋   | 17.9     | [ 4 ] |
| 新庄IC - 新庄鮭川IC | 0  | 7  | 升形川橋     | 42.7     | [ 4 ] |
| 新庄IC - 新庄鮭川IC | 0  | 7  | 宮内こ道橋   | 41.1     | [ 4 ] |
| 新庄IC - 新庄鮭川IC | 0  | 7  | 指首野川橋   | 36.5     | [ 4 ] |
| 新庄IC - 新庄鮭川IC | 0  | 7  | 十日町こ線橋 | 43.0     | [ 4 ] |

## 沿革
- 2005年（平成17年）7月 : 起工式[5]。
- 2011年（平成23年）3月26日 : 供用開始[2]。